# Mitterfels
Mitterfels là một đô thị ở huyện Straubing-Bogen bang Bayern, Đức.